# Родолфо Ернандез
Родолфо Ернандез Суарез (шп. Rodolfo Hernández Suárez; Пједекуеста, 26. март 1945 — Пједекуеста, 2. септембар 2024) био је колумбијски политичар, бизнисмен и градоначелник Букараманге од 2016. до 2019. године. Власник је грађевинске фирме Constructora HG.
Изгубио је од Густава Петра у другом кругу председничких избора 2022. године.
Његови политички ставови су описани као популистички, док је он упоређиван са Доналдом Трампом. Хернандез води кампању против корупције традиционалне политичке класе и наглашава свој имиџ успешног предузетника који може да трансформише Колумбију. Противи се декриминализацији побачаја.